# Pia Boss
Pia Boss ist eine ehemalige deutsche Fußballspielerin.

## Karriere
Boss stieß als Torhüterin zur Saison 1992/93 zum TuS Niederkirchen. In der zweigleisigen Bundesliga ging sie mit ihrer Mannschaft als Sieger der Gruppe Süd hervor und war damit – wie auch der Zweitplatzierte FSV Frankfurt – für die Endrunde um die Deutsche Meisterschaft qualifiziert. Im Halbfinale, das in Hin- und Rückspiel ausgetragen wurde, gewann sie mit ihrer Mannschaft im Gesamtergebnis mit 5:4 gegen Grün-Weiß Brauweiler, dem Zweitplatzierten der Gruppe Nord.
Das am 20. Juni 1993 im Waldstadion von Limburgerhof vor 5000 Zuschauern ausgetragene Finale gegen den TSV Siegen wurde dank zweier Tore von Heidi Mohr – nach einem 0:1-Rückstand durch Silvia Neid – mit 2:1 n. V. gewonnen. Am 1. August 1993 gab es ein Wiedersehen mit dem TSV Siegen, der in Leverkusen vor 1.000 Zuschauern im Finale um den DFB-Supercup ebenfalls mit 2:1 bezwungen wurde.

## Erfolge
- Deutscher Meister 1993
- DFB-Supercup-Sieger 1993